# Нурвик
Ну́рвик (англ. Noorvik, эским.: Nuurvik) — город в боро Нортуэст-Арктик штата Аляска (США). Население по данным переписи 2010 года составляет 668 человек.

## География
По данным Бюро переписи населения США площадь населённого пункта составляет 3,5 км², из них суша составляет 2,5 км², а водные поверхности — 1,0 км². Расположен на берегу реки Кобук, в 76 км к востоку от города Коцебу.

## Население
По данным переписи 2000 года население города составляло 634 человека. Расовый состав: коренные американцы — 90,06 %; белые — 4,89 %; представители двух и более рас — 4,89 %; жители островов Тихого океана — 0,16 %.
Доля лиц в возрасте младше 18 лет — 44,5 %; от 18 до 24 лет — 10,6 %; от 25 до 44 лет — 26,2 %; от 45 до 64 лет — 11,5 % и старше 65 лет — 7,3 %. Средний возраст населения — 21 год. На каждые 100 женщин приходится 135,7 мужчин; на каждые 100 женщин в возрасте старше 18 лет — 134,7 мужчин.
Из 136 домашних хозяйств в 58,1 % — воспитывали детей в возрасте до 18 лет, 51,5 % представляли собой совместно проживающие супружеские пары, 18,4 % — женщины без мужей, 16,9 % не имели семьи. 14,7 % от общего числа хозяйств на момент переписи жили самостоятельно, при этом 1,5 % составили одинокие пожилые люди в возрасте 65 лет и старше. В среднем домашнее хозяйство ведут 4,66 человек, а средний размер семьи — 5,19 человек.
Средний доход на совместное хозяйство — $51 964; средний доход на семью — $52 708. Средний доход на душу населения составляет $12 020.
Динамика численности населения города по годам:
| 1930 | 1940 | 1950 | 1960 | 1970 | 1980 | 1990 | 2000 | 2010 |
| ---- | ---- | ---- | ---- | ---- | ---- | ---- | ---- | ---- |
| 198  | 211  | 248  | 384  | 462  | 492  | 531  | 634  | 668  |